# Il rifugio sentimentale
Il rifugio sentimentale (titolo originale La retraite sentimentale, apparso originariamente a Parigi nel 1907 presso l'editore Ollendorff), è l'ultimo romanzo della fortunata serie di Claudine scritta da Sidonie-Gabrielle Colette; di solito nel ciclo si considerano i quattro romanzi scritti tra il 1900 e il 1903 sotto lo pseudonimo del primo marito, Henry Gauthier-Villars detto Willy, tuttavia Il rifugio sentimentale ha i medesimi protagonisti e costituisce la naturale continuazione dei precedenti.
La prima edizione del romanzo riporta come autrice "Colette Willy".

## Trama
Claudine si è trasferita provvisoriamente in campagna a Casamène, a casa dell'amica Annie, perché suo marito Renaud è ricoverato in un sanatorio in Svizzera per rimettere in sesto la salute. I due coniugi si tengono in contatto con una fitta corrispondenza. Al termine del precedente romanzo Annie aveva lasciato il marito e la Francia per un viaggio di tre anni che l'ha portata in giro per il mondo, poi ha divorziato e fatto ritorno nella casa di famiglia. Sembra che fra lei e Claudine ci sia un rapporto molto forte che in passato ha fatto ingelosire Renaud.
In un impeto di confidenza, Annie confessa all'amica di avere incontrato durante il suo viaggio un uomo alle terme di Baden Baden. Benché abbiano avuto un solo, fugace rapporto sessuale, Annie si è sentita soggiogata e, timorosa di perdere la propria libertà e l'autocontrollo, è fuggita; quando si è rimessa in contatto con l'hotel per chiedere del signor Martin, questo il nome dell'uomo, le è stato risposto che era ripartito senza lasciare destinazione. Da quel momento Annie ha avuto una serie di avventure con numerosi uomini.
Oltre alle consuete richieste di denaro, Claudine riceve da Marcel, suo coetaneo e figlio del marito Renaud, la preghiera di lasciarlo venire a Casamène con lei per ritrovare il proprio equilibrio; il ragazzo, che ha tendenze omosessuali, vive un'esistenza dispendiosa e sregolata. Claudine vorrebbe rifiutare, ma Annie lo invita a raggiungerle. Intanto, arrivata la stagione fredda, Renaud preannuncia il proprio ritorno dalla Svizzera.
Nell'attesa del suo arrivo, Claudine decide di assecondare l'amica che subisce il fascino del bel Marcel; convinta che le preferenze sessuali del giovane non siano un ostacolo, gli offre del denaro (del quale ha sempre bisogno) per giacere con Annie, ma la cosa si risolve in un insuccesso e il giovane ritorna a Parigi.
La salute di Renaud è tuttavia definitivamente compromessa: l'uomo muore poco dopo il suo ritorno dal sanatorio. Claudine si installa a Casamène, che Annie le ha donato, con cani e gatti, e vive nel ricordo dell'amato marito sepolto presso il giardino della casa.

## Personaggi
- Claudine, la protagonista del ciclo, in questo romanzo ha 27 anni;
- Annie Lajarisse, amica di Claudine, la ospita nella propria casa di campagna a Casamène; è divorziata da Alain Samzun;
- Renaud, marito di Claudine, ricoverato in un sanatorio in Svizzera per problemi di salute; ha oltre vent'anni più della moglie;
- Marcel, viziato e debosciato figlio di primo letto di Renaud, ha l'età di Claudine e frequentazioni omosessuali;
- Marthe Payet (nata Samzun), cognata di Annie;
- Léon Payet, marito di Marthe;
- Maugis, giornalista amico di famiglia dei Payet.

## Critica
(Colette, dalla prefazione di La retraite sentimentale)
Dopo il quarto romanzo del ciclo di Claudine, che già rappresenta una forte innovazione alla classica formula di questa serie dal momento che l'autrice del diario non è la protagonista bensì Annie Lajarisse, Colette ritorna dopo quattro anni ai suoi personaggi. Già l'autrice si è emancipata dal personaggio dell'ex scolaretta osé e ha intrapreso una carriera letteraria (e artistica) che farà di lei l'autrice francese più letta del secolo, dopo il divorzio dal marito Willy.
In alcuni episodi della narrazione si riconoscono appunti autobiografici: ad esempio quando Annie racconta a Claudine del suo “scandaloso” bacio saffico, il riferimento è al bacio avvenuto tra Colette e la marchesa Mathilde de Morny (“Missy”) sul palco del Moulin Rouge durante la rappresentazione della pantomima Rêve d'Égypte, qualche mese prima della pubblicazione del romanzo.